# Cerro Las Minas
Il Cerro Las Minas è una montagna dell'America centrale, situata in Honduras. La montagna è situata nel Dipartimento di Lempira e rappresenta il punto più elevato nel territorio di Honduras, con un'altitudine di 2870 metri s.l.m..